# Carter Personal Air Vehicle
Carter Personal Air Vehicle - PAV je eksperimentalni žirokopter, ki ga je razvilo ameriško podjetje Carter Aviation Technologies. Ima dvokraki negnani glavni rotor in propeler z nastavljivim krakom, ki ga poganja 6-valjni batni motor Lycoming IO-540 K1G5. Glavni rotor se začne vrteti, ko se začne zrakoplov premikati (avtorotacija). Del vzgona prispevajo tudi majhna krila pri straneh.
Po nesreči CarterCopterja leta 2005 so se odločili, da ga ne bodo kopirali ampak bodo naredili nov zrakoplov s pridobljenimi izkušnjami. Pri snovanju so si pomagali z računalniško podprtim dizajniranjem (CAD) in programom X-Plane.